# U.S. Route 54
La U.S. Route 54 (US 54) è un'autostrada degli Stati Uniti in direzione est-ovest che scorre da nord-est a sud-ovest per 2 115 km da Griggsville, Illinois a El Paso, Texas. Entra e lascia il Texas due volte. La Tucumcari Line della Union Pacific Railroad (ex Southern Pacific e Rock Island Lines "Golden State Route") corre parallela alla US-54 da El Paso a Pratt, Kansas, che comprende circa i due terzi della rotta.
Il capolinea orientale dell'autostrada si trova alla Interstate 72 a Griggsville, Illinois. Il suo capolinea occidentale è El Paso, vicino al confine tra gli Stati Uniti e il Messico.